# Armeria fontqueri
Armeria fontqueri är en triftväxtart som beskrevs av Carlos Pau. Armeria fontqueri ingår i släktet triftar, och familjen triftväxter. Inga underarter finns listade i Catalogue of Life.